# Грийн (окръг, Пенсилвания)
Вижте пояснителната страница за други населени места с името Грийн.
Окръг Грийн (на английски: Greene County) е окръг в щата Пенсилвания, Съединени американски щати. Площта му е 1497 km², а населението - 36 770 (2017). Административен център е град Уейнсбърг.